# Gamaran
Gamaran (我間乱?) è un manga shōnen giapponese scritto e illustrato da Yosuke Nakamaru. Esso racconta le avventure di Gama Kurogane che compete per il Grande Torneo di Unabara. Di fronte a molti avversari con tecniche e armi molto potenti, Gama deve usare tutte le sue capacità nella sua ricerca per diventare il più grande spadaccino del Paese.
Gamaran è stato serializzato in Giappone dalla rivista manga Weekly Shōnen Magazine da maggio 2009 a giugno 2013, e i capitoli pubblicati sono stati infine raccolti in 22 tankōbon dall'agosto 2009 all'agosto 2013.

## Trama
Nel periodo Edo in Giappone esisteva un feudo chiamato Unabara (covo dei demoni) popolato da feroci combattenti.
Il giovane Gama Kurogane, allievo della scuola di arti marziali Ogame, partecipa al Grande Torneo di Unabara organizzato tra i vari combattenti del feudo per dimostrare al mondo la forza del suo dojo.
Naosata Washitzu, daimyō del potente stato di Unabara, cerca il suo successore tra i suoi 31 figli. Per decidere chi sarà il suo successore, chiede ai propri figli di cercare 31 scuole di discipline marziali diverse per farli combattere uno contro l'altro e scoprire quale sia l'arte marziale suprema: il vincitore di questa competizione sarà il nuovo sovrano.
Uno dei figli di Naosata Washitzu, Naoyoshi Washitzu, è andato alla ricerca di un leggendario guerriero di nome Jinsuke Kurogane, detto l'assassino di 1000 uomini perché capace di uccidere 1000 uomini da solo. Naoyoshi durante la sua ricerca incontra Gama (figlio di Jinsuke) e rimanendo stupito dalle sue abilità chiede a Gama di partecipare alla competizione. Così inizia il viaggio dei due protagonisti: Naoyoshi punta al titolo di daimyo, mentre Gama punta al titolo del guerriero più forte.
Nel primo girone del torneo Gama deve affrontare la scuola Tengen che utilizza la naginata, la scuola Nakaizumi che utilizza arco e frecce e infine la scuola Kyosen che combatte a mani nude, risultando vincitore ma gravemente ferito. Nel secondo turno Gama combatte a fianco dei suoi compagni riuscendo a sconfiggere diversi guerrieri, ma nonostante questo Naoyoshi viene catturato dagli uomini di Jinsuke (che appare malvagio). Per cercare di diventare più forte, per salvare Naoyoshi e per sconfiggere l'odiato padre, si reca insieme all'ogame ryu nel villaggio juren.

### Ryū
I Ryū sono scuole dove maestri di Kenjutsu insegnano le vie della spada ai propri discepoli. Nel mondo di Gamaran vi sono diverse scuole, ognuna con delle caratteristiche particolari.
Ogame Ryu
L'Ogame Ryu è un Ryu dove si utilizza la spada, reso famoso principalmente da Jinsuke "L'assassino dei mille uomini" che però lo abbandonerà per crearne uno suo.
Tengen Ryu
In questo Ryu si utilizza principalmente la naginata, fa parte del terzo gruppo assieme all'Ogame Ryu, il Kyosen Ryu e il Nakaizumi Ryu.
Nakaizumi Ryu
Il Nakazumi Ryu insegna l'arte dell'arco, il Kyujutsu, che utilizza tre tipi di frecce: la prima, detta "distruzione", è una freccia che ha la punta pesante e prende velocità e forza; la seconda, detta "cerchio", è una freccia con solo metà punta, in grado di fare traiettorie curve; la terza, detta "zanna", con 4 punte è in grado di fare grande danno al colpito.

## Personaggi
Gama Kurogane (黒鉄 我間?, Kurogane Gama)
Gama Kurogane giovane spadaccino dell'Ogame Ryu, tra le cinque tecniche di spada di questa scuola (fulmine, fuoco, terra, acqua e cielo), Gama si dimostra particolarmente abile nell'uso della velocità del fulmine e della tecnica ikzuchi kata. Gama col passare dei volumi crescerà.
Iori Sengoku (千石 伊織?, Sengoku Iori)
Iori è il più forte guerriero dell'Ogame Ryu, nelle sue tecniche di velocità e potenza Gama lo considera il proprio maestro. Quando Jinsuke tradì la scuola, Iori lo sfidò venendo però sconfitto, da allora Iori è in cerca della propria rivincita. Iori considera Jinsuke come un padre (V. volume 10)
Shinnojo Sakura (桜 真ノ丞?, Sakura Shinnojō)
Shinnojo Sakura soprannominato Shin nel manga è un senpai di Gama, è desideroso di diventare il nuovo leader dell'Ogame Ryu, sfida direttamente Iori ma la sfida alla fine viene annullata su suggerimento dello stesso Iori e Shin raggiunge il proprio scopo diventando il nuovo leader dell'Ogame Ryu. La sua tecnica è basata sull'elemento dell'acqua.
Zenmaru Ichinose (一ノ瀬 善丸?, Ichinose Zenmaru)
Zenmaru, fratello di Kai Ichinose, è un senpai di Gama, figlio di una famosa famiglia di samurai utilizza una spada più lunga e pesante rispetto agli altri personaggi dell'Ogame Ryu. La sua tecnica è basata sull'elemento del fuoco.
Kashitaro (可士太郎?, Kashitarō)
Kasitaro è il maestro istruttore dell'Ogame Ryu, conosce profondamente le arti marziali e la struttura del corpo umano e aiuterà Gama e Zenmaru con l'allenamento prima dell'assalto al Muhou Ryu partecipando anche lui.
Baian Maki (巻 梅庵?, Maki Baian)
Baian Maki è il capo del Tengen Ryu, utilizza una naginata come arma, lo si vede sempre con una fiasca di sake e il suo bisento in spalla, è il primo vero avversario di Gama e viene sconfitto insieme al Tengen Ryu. Baian durante il combattimento contro Gama utilizza una tecnica segreta detta Range, tradotta in "composizione di fiori", che si compone di tre mosse: Tzubaki ovvero camelia, Botan che significa peonia e Kuchinashi ovvero gardenia.
Arata Nakaizumi (中泉 新?, Nakaizumi Arata)
Arata è il leader del Nakaizumi Ryu, affronta Gama subito dopo lo scontro con il Tengen Ryu, riesce a colpire Gama ripetutamente ma Gama lo sconfigge lasciandolo in vita. Dopo il rapimento di Naoyoshi ritorna e aiuta Gama e l'Ogame Ryu nello scontro con il Muhou Ryu.

### Figli del daimyo
Naoyoshi Washizu (鷲津 直善?, Washizu Naoyoshi)
Naoyoshi è il figlio "bastardo" del Daimyo: chiede aiuto a Gama per sconfiggere tutti gli altri figli del Daimyo e diventare il Daimyo di Unabara, inizialmente andato all'Ogame Ryu in cerca di Jinsuke.

## Media

### Manga
Il manga, scritto e disegnato da Yosuke Nakamaru, è stato serializzato dal 13 maggio 2009 al 26 giugno 2013 sulla rivista Weekly Shōnen Magazine edita da Kōdansha. I vari capitoli sono stati raccolti in ventidue volumi tankōbon pubblicati dal 17 agosto 2009 al 16 agosto 2013.
In Italia la serie è stata pubblicata da Star Comics nella collana Kappa Extra dal 9 marzo 2011 al 10 settembre 2014.
| Nº | Data di prima pubblicazione | Data di prima pubblicazione | Data di prima pubblicazione |
| Nº | Giapponese                  | Giapponese                  | Italiano                    |
| -- | --------------------------- | --------------------------- | --------------------------- |
| 1  | 17 agosto 2009              | ISBN 978-4-06-384179-4      | 9 marzo 2011                |
| 2  | 16 ottobre 2009             | ISBN 978-4-06-384199-2      | 11 maggio 2011              |
| 3  | 17 dicembre 2009            | ISBN 978-4-06-384227-2      | 6 luglio 2011               |
| 4  | 17 febbraio 2010            | ISBN 978-4-06-384255-5      | 7 settembre 2011            |
| 5  | 16 aprile 2010              | ISBN 978-4-06-384285-2      | 9 novembre 2011             |
| 6  | 16 luglio 2010              | ISBN 978-4-06-384335-4      | 11 gennaio 2012             |
| 7  | 17 settembre 2010           | ISBN 978-4-06-384367-5      | 7 marzo 2012                |
| 8  | 17 dicembre 2010            | ISBN 978-4-06-384421-4      | 9 maggio 2012               |
| 9  | 17 febbraio 2011            | ISBN 978-4-06-384449-8      | 11 luglio 2012              |
| 10 | 15 aprile 2011              | ISBN 978-4-06-384477-1      | 5 settembre 2012            |
| 11 | 17 giugno 2011              | ISBN 978-4-06-384507-5      | 7 novembre 2012             |
| 12 | 16 settembre 2011           | ISBN 978-4-06-384552-5      | 9 gennaio 2013              |
| 13 | 17 novembre 2011            | ISBN 978-4-06-384581-5      | 6 marzo 2013                |
| 14 | 17 gennaio 2012             | ISBN 978-4-06-384614-0      | 8 maggio 2013               |
| 15 | 17 aprile 2012              | ISBN 978-4-06-384657-7      | 10 luglio 2013              |
| 16 | 15 maggio 2012              | ISBN 978-4-06-384690-4      | 11 settembre 2013           |
| 17 | 14 settembre 2012           | ISBN 978-4-06-384737-6      | 6 novembre 2013             |
| 18 | 16 novembre 2012            | ISBN 978-4-06-384768-0      | 8 gennaio 2014              |
| 19 | 17 gennaio 2013             | ISBN 978-4-06-384798-7      | 5 marzo 2014                |
| 20 | 17 aprile 2013              | ISBN 978-4-06-384847-2      | 7 maggio 2014               |
| 21 | 17 giugno 2013              | ISBN 978-4-06-384879-3      | 6 agosto 2014               |
| 22 | 16 agosto 2013              | ISBN 978-4-06-394913-1      | 10 settembre 2014           |

### Sequel
Un sequel, intitolato Gamaran:Shura (我間乱－修羅－?) e curato dal medesimo autore, è stato serializzato dal 7 marzo 2018 al 27 febbraio 2025 sulla testata Magazine Pocket di Kōdansha. I capitoli vengono raccolti in volumi tankōbon dal 9 maggio 2018.
| 1  | 9 maggio 2018 | ISBN 978-4-06-511566-4 |
| 1  | Capitoli (traduzioni letterali dei titoli) - 1. Iori Sengoku (千石伊織?, Sengoku Iori) - 2. Come uno spadaccino (剣士として?, Kenshi to shite) - 3. Makushita Daisetsu (幕下大仕合?, Makushita ōjiawa) - 4. Segnale di apertura di fumo (開幕の狼煙?, Kaimaku no noroshi) - 5. Tensai VS. Shura (天才ＶＳ．修羅?, Tensai VS. Shura) - 0. Dillo a Fengyunkyu (風雲急を告ぐ?, Fūun kyū o tsugu) |                        |
| 2  | 9 luglio 2018 | ISBN 978-4-06-511780-4 |
| 2  | Capitoli (traduzioni letterali dei titoli) - 6. Perché volano le rondini (燕は何故飛ぶか?, Tsubame wa naze tobu ka) - 7. Spada segreta (秘剣?, Hi ken) - 8. Cinque tipi di spada (五剣の型?, Go ken no kata) - 9. La festa di Shura (修羅たちの宴?, Shura-tachi no utage) - 10. Presagio (予兆?, Yochō) - 11. Lama della tragedia (惨劇の刃?, Sangeki no ha) - 12. Lama fulminante (雷刃?, Raiha) - 13. Scadenza (死線?, Shisen) - 14. Mietitore (死神?, Shinigami) |                        |
| 3  | 9 novembre 2018 | ISBN 978-4-06-513239-5 |
| 3  | Capitoli (traduzioni letterali dei titoli) - 15. Battaglia a una cifra (一桁の戦い?, Ichi-keta notatakai) - 16. Gorai (轟雷?, Todoroki kaminari) - 17. Quattro morti (四本の死?, Yotsumoto no shi) - 18. Persona forte (強き者?, Tsuyoki-sha) - 19. Ottimo lavoro per andare avanti (進む大仕合?, Susumu ōjiawa) - 20. Gamaran in ferro nero (黒鉄我間?, Kurogane ga-kan) - 21. È molto tempo che non ci si vede (久しき者たち?, Hisashiki-sha-tachi) - 22. Confronto (同門対決?, Dōmon taiketsu) - 23. Spadaccino dinamico (剣士躍動?, Kenshi yakudō) |                        |
| 4  | 9 gennaio 2019 | ISBN 978-4-06-514456-5 |
| 4  | Capitoli (traduzioni letterali dei titoli) - 24. Prova (証明?, Shōmei) - 25. Eredità (継承?, Keishō) - 26. Sorpresa (奇襲?, Kishū) - 27. Essenza (真髄?, Shinzui) - 28. Shinobu e il samurai (忍と侍?, Shinobu to samurai) - 29. Assalto (猛攻?, Mōkō) - 30. Superare (凌駕?, Ryōga) - 31. Infilare (糸引く者?, Ito hiku mono) - 32. Studia (研鑽?, Kensan) |                        |
| 5  | 8 marzo 2019 | ISBN 978-4-06-514785-6 |
| 5  | Capitoli (traduzioni letterali dei titoli) - 33. Scherma in stile Ogame (大亀流剣術?, Ōkame-ryū kenjutsu) - 34. Traccia (糸口?, Itoguchi) - 35. Sospetto (疑惑?, Giwaku) - 36. Realtà (本領?, Honryō) - 37. Volontà di Shura (修羅の意地?, Shura no iji) - 38. Voglio un uomo forte (強者を望む?, Tsuwamono o nozomu) - 39. Antagonista (拮抗?, Kikkō) - 40. Il ragazzo guerriero (強者の武?, Tsuwamono nobu) - 41. Incrocio del destino (宿命交差?, Shukumei kōsa) |                        |
| 6  | 9 maggio 2019 | ISBN 978-4-06-515138-9 |
| 6  | Capitoli (traduzioni letterali dei titoli) - 42. Kando (貫道?, Kandō) - 43. Pensando ad una spada (剣を想う?, Ken o omō) - 44. Viaggio (道程?, Michinori) - 45. Lo sfidante (挑戦者?, Chōsen-sha) - 46. La spada dell'orgoglio (驕りの剣?, Ogori no ken) - 47. Cento spadaccini (百剣士?, Hyaku kenshi) - 48. Il percorso verso la vittoria (勝利への道筋?, Shōri e no michisuji) - 49. Rischiare la vita (命を懸けて?, Inochi o kakete) - 50. Battaglia finale (最後の攻防?, Saigo no kōbō) |                        |
| 7  | 9 luglio 2019 | ISBN 978-4-06-515725-1 |
| 7  | Capitoli (traduzioni letterali dei titoli) - 51. Dov'è la spada? (その剣の行方?, Sono ken no yukue) - 52. Contatto (接触?, Sesshoku) - 53. Sollecitazione (勧誘?, Kan'yū) - 54. Stile Mu (無宝流?, Mu takara ryū) - 55. Il guerriero più forte (最強の武?, Saikyō no bu) - 56. Sotto il cielo (唯我独尊?, Yuiga dokuson) - 57. Ogni strada (各々の道?, Onōno no michi) - 58. La battaglia principale di Makushita Daisetsu (幕下大仕合本戦?, Makushita ōjiawa honsen) - 59. Inizia la guerra (開戦?, Kaisen) |                        |
| 8  | 9 settembre 2019 | ISBN 978-4-06-517278-0 |
| 8  | Capitoli (traduzioni letterali dei titoli) - 60. Addio (別れ?, Wakare) - 61. Destino (因縁?, Innen) - 62. Beninuki (紅抜?, Beninuki) - 63. Le zanne d Orochi (大蛇の牙?, Orochi no kiba) - 64. Onde furiose (怒濤?, Dotō) - 65. Cambio improvviso (豹変?, Hyōhen) - 66. Climax (絶頂?, Zecchō) - 67. Recidere i legami (因縁を断つ?, In'nen o tatsu) - 68. Lo shogunato più forte (幕府最強?, Bakufu saikyō) |                        |
| 9  | 9 dicembre 2019 | ISBN 978-4-06-517834-8 |
| 9  | Capitoli (traduzioni letterali dei titoli) - 69. La fine della preghiera (祈りの果て?, Inori no hate) - 70. Mietitore contro il più forte (死神対最強?, Shinigami tai saikyō) - 71. Lo stile di Take (武の流儀?, Take no ryūgi) - 72. Flusso inarrestabile (止まらぬ流れ?, Tomaranu nagare) - 73. Risposta corretta (正解?, Seikai) - 74. La spada occidentale (西洋剣術?, Seiyō kenjutsu) - 75. Spada della giustizia (正義の剣?, Seigi no ken) - 76. Rincorrendo (追う背中?, Ou senaka) - 77. Non andare in Paradiso (一念天に通ず?, Ichinen ten' ni tsūzu) |                        |
| 10 | 7 febbraio 2020 | ISBN 978-4-06-518451-6 |
| 10 | Capitoli (traduzioni letterali dei titoli) - 78. La spada della tenacia (執念の剣?, Shūnen no ken) - 79. Incontro (邂逅?, Kaikō) - 80. Il momento di scegliere (選択の時?, Sentaku no toki) - 81. Shungaku Tojō (東条春嶽?, Tōjō Shungaku) - 82. Oggetti lunghi (長物同士?, Chōbutsu dōshi) - 83. Halbert (ハルベルト?, Haruberuto) - 84. La definizione di vittoria (勝利の定義?, Shōri no teigi) - 85. Schiacciamento (粉砕?, Funsai) - 86. La strada da scegliere (選ぶ道?, Erabu michi) |                        |
| 11 | 8 maggio 2020 | ISBN 978-4-06-519381-5 |
| 11 | Capitoli (traduzioni letterali dei titoli) - 87. Il drago divora (龍が喰らう?, Ryū ga kurau) - 88. Risposta (答え?, Kotae) - 89. Rinascita (新生?, Shinsei) - 90. Ribelle e sovrano (反逆者と支配者?, Hangyaku-sha to shihai-sha) - 91. Domanda (問いかけ?, Toikake) - 92. Bestia (猛獣?, Mōjū) - 93. Isolamento (隔絶?, Kazuzetsu) - 94. Esercitare tutte le proprie forze (死力を尽くす?, Shiryoku o tsukusu) - 95. Strapazzare (争奪?, Sōdatsu) |                        |
| 12 | 9 luglio 2020 | ISBN 978-4-06-520102-2 |
| 12 | Capitoli (traduzioni letterali dei titoli) - 96. Dio demone VS. Shura (鬼神VS.修羅?, Kishin VS. Shura) - 97. Riflesso benefico (刹那の手?, Setsuna no te) - 98. Padrone e schiavo (主従?, Shujū) - 99. Talento (才能?, Sainō) - 100. Delirio (昂揚?, Kōyō) - 101. Torsione (滾り?, Tagiri) - 102. Cos'è la paura? (恐怖とは?, Kyōfu to wa) - 103. La spada dei tre passi (三歩の剣?, Miho no ken) - 104. Sconfitta (敗北?, Haiboku) |                        |
| 13 | 9 ottobre 2020 | ISBN 978-4-06-521025-3 |
| 13 | Capitoli (traduzioni letterali dei titoli) - 105. Spadaccino fantasma (幻の剣士?, Maboroshi no kenshi) - 106. Pubblico terrestre (土公型?, Do ōyakegata) - 107. La finale del primo turno (一回戦最終仕合?, Ichi kaisen saishū shiai) - 108. La fine del primo turno (一回戦終結?, Ichi-kaisen shūketsu) - 109. La speranza più forte (最強の望み?, Saikyō no nozomi) - 110. Parlare (会談?, Kidan) - 111. La pietra del paragone (試金石?, Shikinseki) - 112. Conclusione (結論?, Ketsuron) - 113. Eredità (遺産?, Isan) |                        |
| 14 | 8 gennaio 2021 | ISBN 978-4-06-521678-1 |
| 14 | Capitoli (traduzioni letterali dei titoli) - 114. Una nuova spada (新たなる剣?, Aratanaru ken) - 115. Increspature diffuse (広がる波紋?, Hirogaru hamon) - 116. Inizia il secondo turno della sfida principale (本戦二回戦開幕?, Honsen ni-kaisen kaimaku) - 117. Regolamento (規定?, Kitei) - 118. Attacco con la lama del Paradiso (天の刃、襲撃?, Ten no ha, shūgeki) - 119. Uccisione con un pugno (拳の殺り取り?, Ken no yari-tori) - 120. Saggezza (叡智?, Eichi) - 121. Un brav'uomo grondante di sangue (血潮滴るイイ男?, Chishio shitataru ī otoko) - 122. Evoluzione ed eredità (進化と継承?, Shinka to keishō)                                                                                                |                        |
| 15 | 9 marzo 2021 | ISBN 978-4-06-522657-5 |
| 15 | Capitoli (traduzioni letterali dei titoli) - 123. Duello con la spada sconosciuta (未知なる殺陣?, Michinaru satsujin) - 124. Il peggior nemico (相性最悪の好敵手?, Aishō saiaku no Raibaru) - 125. Concorrenza a testa alta (真っ向勝負?, Makkō shōbu) - 126. Attivazione del potere divino (神威発動?, Kamoi hatsudō) - 127. Il ritorno di Jinsuke (陣介の背中?, Jinsuke no senaka) - 128. L'inizio del massacro (殺戮開始?, Satsuriku kaishi) - 129. L'uomo pericoloso (危険な男?, Kiken'na otoko) - 130. L'arte marziale di ognuno (それぞれの武?, Sorezore no bu) - 131. La conoscenza della guerra (戦の知見?, Sen no chiken)                                                                                       |                        |
| 16 | 9 giugno 2021 | ISBN 978-4-06-523602-4 |
| 16 | Capitoli (traduzioni letterali dei titoli) - 132. Lealtà (忠誠?, Chūsei) - 133. Ambizione irremovibile (諦めぬ野心?, Akiramenu yashin) - 134. Il guerriero immortale (不滅の武?, Fumetsu no bu) - 135. Lo sterminio dei demoni (鬼退治?, Oni taiji) - 136. L'abisso della solitudine (孤独の深淵?, Kodoku no shin'en) - 137. Il risveglio del mostro (怪物、覚醒?, Kaibutsu, kakusei) - 138. La forza della convinzione (強さの確信?, Tsuto-sa no kakushin) - 139. Vecchio amico (旧友?, Kyūyū) - 140. Rottura (決裂?, Ketsuretsu) |                        |
| 17 | 9 settembre 2021 | ISBN 978-4-06-524841-6 |
| 17 | Capitoli (traduzioni letterali dei titoli) - 141. Il culmine dell'arte della spada (剣術の集大成?, Kenjutsu no shūtaisei) - 142. Ricominciare (再始動?, Saishidō) - 143. Gli elementi pericolosi dello shogunato (幕府の危険分子?, Bakufu no kiken bunshi) - 144. Guerra civile (内乱?, Nairan) - 145. Agendo in solitario (単独行動?, Tandoku kōdō) - 146. Le zanne del drago (龍の牙?, Ryū no kiba) - 147. Pubblicazione (解放?, Kaihō) - 148. La determinazione dei nove draghi (九龍の覚悟?, Kyūryū no kakugo) - 149. Il momento finale (最後の見せ場?, Saigo no miseba) |                        |
| 18 | 9 dicembre 2021 | ISBN 978-4-06-526274-0 |
| 18 | Capitoli (traduzioni letterali dei titoli) - 150. La pietra e il cane (石ころと犬?, Ishikoro yo inu) - 151. La vera identità di Dio (神空の正体?, Jinkū no shōtai) - 152. Il clan Fuji (藤の一族?, Fuji no ichizoku) - 153. La testa del generale (将軍の首級?, Shōgun no shukyū) - 154. L'anticoformita della famiglia (一族の異端児?, Ichizoku no itan-ji) - 155. La volontà di vivere (生きる覚悟?, Ikiru kakugo) - 156. Partecipazione (参戦?, Sansen) - 157. Mischia (乱戦?, Ransen) - 158. Il nuovo stile della scuola Muhō (新たな無宝流?, Aratana mu takara-ryū) |                        |
| 19 | 9 marzo 2022 | ISBN 978-4-06-527266-4 |
| 19 | Capitoli (traduzioni letterali dei titoli) - 159. L'ultimo nemico (極上の敵?, Gokujō no teki) - 160. Mischia al castello (城内乱戦?, Kiuchi ransen) - 161. Attacco finale (最後の攻撃?, Saigo no kōgeki) - 162. Dichiarazione di guerra (全面戦争宣言?, Zenmen sensō sengen) - 163. Riunione (再会?, Saikai) - 164. Confluenza (合流?, Gōryū) - 165. La debolezza di Iori (伊織の弱点?, Iori no jakuten) - 166. Difesa tattica (戦術的防御?, Senjutsu-teki bōgyo) - 167. La preparazione di Shura (修羅の覚悟?, Shura no kakugo) |                        |
| 20 | 9 maggio 2022 | ISBN 978-4-06-527843-7 |
| 20 | Capitoli (traduzioni letterali dei titoli) - 168. La svolta dello spadaccino (剣士の転機?, Kenshi no tenki) - 169. Dodici spadaccini (十二人の剣士?, Jū ni-ri no kenshi) - 170. Inizia il terzo turno (三回戦開幕?, San-kaisen kaimaku) - 171. Il primo incontro del terzo turno (三回戦第一試合?, San kaisen dai ichi shiai) - 172. I risultati dell'allenamento (修行の成果?, Shugyō no seika) - 173. Tecnica Partisan a doppia lancia (パルチザン双槍術?, Paruchizan sō sōjutsu) - 174. L'evoluzione più rapida (最速の進化?, Saisoku no shinka) - 175. Tattiche spericolate (無謀な駆け引き?, Mubōna kakehiki) - 176. La prova di qualificazione (資格の証明?, Shikaku no shōmei)                                    |                        |
| 21 | 8 luglio 2022 | ISBN 978-4-06-528382-0 |
| 21 | Capitoli (traduzioni letterali dei titoli) - 177. Come battere il genio (天才に勝つ方法?, Tensai ni katsu hōhō) - 178. Soldato celeste di livello superiore (特級天兵?, Tokkyū tenhei) - 179. La donna mostro (怪物の女?, Kaibutsu no on'na) - 180. La determinazione del guerriero (戦士の覚悟?, Senshi no kakugo) - 181. L'insulto (侮辱?, Bujoku) - 182. La proposta del generale (将軍の提案?, Shōgun no teian) - 183. La preparazione del veleno (毒仕込み?, Doku shikomi) - 184. L'incarnazione delle arti marziali (武術の権化?, Bujutsu no gonge) - 185. Nagira e Rin (柳楽と凛?, Nagira to Rin) |                        |
| 22 | 9 settembre 2022 | ISBN 978-4-06-529146-7 |
| 22 | Capitoli (traduzioni letterali dei titoli) - 186. La spada del regno (境地の剣?, Kyōchi no ken) - 187. Segnale di rabbia (怒りの道標?, Ikari no michishirube) - 188. Qualcosa di strano all'interno del castello (城内の異変?, Kiuchi no ihen) - 189. Pianifica dietro le quinte (水面下の計画?, Minamo-ka no keikaku) - 190. Le intenzioni dei soldati celesti (天兵の目論見?, Tenhei no mokuromi) - 191. Lo shogunato e i soldati celesti (幕府と天兵?, Bakufu to tenhei) - 192. La missione finale (最後の使命?, Saigo no shimei) - 193. Lealtà (忠誠?, Chūsei) |                        |
| 23 | 9 novembre 2022 | ISBN 978-4-06-529926-5 |
| 23 | Capitoli (traduzioni letterali dei titoli) - 194. Il piano di Shibusawa (渋沢の計画?, Shibusawa no keikaku) - 195. Il nuovo shogunato (新幕府?, Shin bakufu) - 196. Esempio (見せしめ?, Miseshime) - 197. Mente umana (人の心?, Hito no kokoro) - 198. Il traditore dei soldati celesti (天兵の裏切り者?, Tenhei no uragirimono) - 199. Il duello del destino (因縁の決闘?, In'nen no kettō) - 200. Risveglio (目覚め?, Mezame) - 201. Traditore (裏切り者?, Uragirimono) |                        |
| 24 | 9 febbraio 2023 | ISBN 978-4-06-530741-0 |
| 24 | Capitoli (traduzioni letterali dei titoli) - 202. Lotta congiunta (共闘?, Kyōtō) - 203. Il salvataggio delle orchidee (蘭の救出?, Ran no kyūshutsu) - 204. Il cancello che non si apre (開かずの門?, Akazunomon) - 205. Il percorso per la fuga (脱出への道?, Dasshutsu e no michi) - 206. Shingari (しんがり?, Shingari) - 207. Drago nero (黒龍?, Kokuryū) - 208. La spada morbida (柔らかい剣?, Yawarakai ken) - 209. Ancora una volta (もう一度?, Mōichido) |                        |
| 25 | 7 aprile 2023 | ISBN 978-4-06-531461-6 |
| 25 | Capitoli (traduzioni letterali dei titoli) - 210. Il momento di separarsi (別れの時?, Wakare no toki) - 211. Isolato e senza aiuto (孤立無援?, Koritsu muen) - 212. Il mostro della guerra (戦の怪物?, Sen no kaibutsu) - 213. Il livello della vita e della morte dei soldati celesti (天兵活殺ノ段?, Tenpei katsatsu no dan) - 214. Il sentiero di Shura (修羅の道?, Shura no michi) - 215. La forma finale (最終形態?, Saishū keitai) - 216. Gajiara (我慈亜羅?, Gajiara) - 217. La mossa segreta (隠し玉?, Kakushi-dama) |                        |
| 26 | 8 giugno 2023 | ISBN 978-4-06-531873-7 |
| 26 | Capitoli (traduzioni letterali dei titoli) - 218. Uccidere tutti (皆殺し?, Minagoroshi) - 219. L'ultima battaglia (最後の戦い?, Saigo no tatakai) - 220. Epurazione (粛清?, Shukusei) - 221. Critiche da tutti i fronti (四面楚歌?, Shimensoka) - 222. Sconfitta (敗北?, Haiboku) - 223. I nuovi soldati celesti (新たなる天兵?, Aratanaru tenhei) - 224. Premonizione di morte (死の予感?, Shi no yokan) - 225. Il tempo di giocare (遊びの時間?, Asobi no jikan) |                        |
| 27 | 8 agosto 2023 | ISBN 978-4-06-532604-6 |
| 27 | Capitoli (traduzioni letterali dei titoli) - 226. La prima preda (最初の獲物?, Saisho no emono) - 227. Il raggio dei quattro cancelli (四門の射程?, Shimon no shatei) - 228. Opportunità di caccia (狩りの機会?, Kari no kikai) - 229. Il modo per sopravvivere (生き残る道?, Ikinokoru michi) - 230. Il luogo ideale (理想の環境?, Risō no kankyō) - 231. La lettera dello shogunato (幕府からの手紙?, Bakufu kara no tegami) - 232. L'inizio della guerra (開戦?, Kaisen) - 233. Il risveglio di Tadayoshi (忠家の目覚め?, Tadayoshi no mezame) |                        |
| 28 | 6 ottobre 2023 | ISBN 978-4-06-533223-8 |
| 28 | Capitoli (traduzioni letterali dei titoli) - 234. Coloro che sono stati catturati (捕らえられた者達?, Torae rareta-shatachi) - 235. La continuazione della speranza (希望の続き?, Kibō no tsudzuki) - 236. La mia strada (己の路?, Onore no michi) - 237. Ordine irragionevole (無茶な命令?, Muchana meirei) - 238. Revenge (リベンジ?, Ribenji) - 239. Una rivincita mortale (命懸けの再戦?, Inochigake no saisen) |                        |
| 29 | 7 dicembre 2023 | ISBN 978-4-06-534085-1 |
| 29 | Capitoli (traduzioni letterali dei titoli) - 240. La determinazione di un guerriero (戦士の覚悟?, Senshi no kakugo) - 241. Quando metti tutto in gioco (全てを懸ける時?, Subete o kakeru toki) - 242. Il risveglio del talento (才能の目覚め?, Sainō no mezame) - 243. L'uomo ideale (理想のオトコ?, Risō no otoko) - 244. Anti-bandiera (反旗?, Hanki) - 245. La rottura dei legami di sangue (血の絆の亀裂?, Chi no kizuna no kiretsu) - 246. Scontrarsi (激突?, Gekitotsu) - 247. Souvenir (手土産?, Temiyage) - 248. Soldato crudele (残虐な兵士?, Zangyakuna heishi) |                        |
| 30 | 8 marzo 2024 | ISBN 978-4-06-534861-1 |
| 30 | Capitoli (traduzioni letterali dei titoli) - 249. La nascita della disperazione (絶望の誕生?, Zetsubō no tanjō) - 250. Intenzione dannosa (害意?, Gai i) - 251. Dio di Iori (伊織の神?, Iori no kami) - 252. Un altro modo (別の道?, Betsu no michi) - 253. I pensieri di Gajiara (我慈亜羅の思考?, Gajiara no shikō) - 254. La scomparsa di Dio (神の消滅?, Kami no shōmetsu) - 255. La pietra del paragone (試金石?, Shikinseki) - 256. La persona che mi piace (大好きな相手?, Daisuki na aite) - 257. Un nuovo mostro (新たなる怪物?, Aratanaru kaibutsu) |                        |
| 31 | 7 giugno 2024 | ISBN 978-4-06-535795-8 |
| 31 | Capitoli (traduzioni letterali dei titoli) - 258. Il significato della vita (人生の意義?, Jinsei no igi) - 259. La molecola pericolosa (危険分子?, Kiken bunshi) - 260. Una spada da sogno (憧れの剣?, Akogare no ken) - 261. Tenacia per la vittoria (勝利への執念?, Shōri e no shūnen) - 262. Il peso delle responsabilità (責任の重さ?, Sekinin no omo-sa) - 263. Profondo rancore (深い怨念?, Fukai on'nen) - 264. L'inizio dell'esecuzione (処刑の開幕?, Shokei no kaimaku) - 265. Fratelli schiaccianti (兄弟潰し?, Kyōdai tsubushi) - 266. Il contrattacco del fratello (兄の反撃?, Ani no hangeki) |                        |
| 32 | 7 agosto 2024 | ISBN 978-4-06-536532-8 |
| 32 | Capitoli (traduzioni letterali dei titoli) - 272. Il potere della luna piena (完月の力?, Kan tsuki no chikara) - 273. Uno scherzo del destino (運命のいたずら?, Unmei no itazura) - 274. Incontro tra fratelli (兄弟の出会い?, Kyōdai no deai) - 275. La fine di Masataka (雅鷹の最期?, Masataka no saigo) - 276. Il voto alla luna piena (完月の誓い?, Kan tsuki no chikai) - 277. Supporto emotivo (心の支え?, Kokoro no sasae) - 278. Il tesoro del re (王の器?, Ō no utsuwa) - 279. Ricordi che si incrociano (交差する記憶?, Kōsa suru kioku) - 280. Altri ricordi (記憶の続き?, Kioku no tsudzuki) |                        |
| 33 | 8 novembre 2024 | ISBN 978-4-06-537503-7 |
| 33 | Capitoli (traduzioni letterali dei titoli) - 281. Il piano di Ramon (羅門の企て?, Ramon no kuwadate) - 282. Pensieri su Gama (我間への想い?, Gama e no omoi) - 283. Una battaglia predestinata (運命の一戦?, Unmei no issen) - 284. Stratega militare (武の天才?, Take no tensai) - 285. Scommettere sui sogni (夢への賭け?, Yume e no kake) - 286. Arti marziali in stile Okame (大亀流の武?, Ōkame-ryū no bu) - 287. Ramon e il drago nero (羅門と黒龍?, Ramon to kokuryū) - 288. Il sorriso di Ramon (羅門の笑み?, Ramon no emi) - 289. Addio ad un amico (友との別れ?, Tomo to no wakare) |                        |
| 34 | 7 febbraio 2025 | ISBN 978-4-06-538453-4 |
| 34 | Capitoli (traduzioni letterali dei titoli) - 290. Distruttore del mondo (天下を破壊する者?, Tenka o hakai suru mono) - 291. Il soldato più forte (最強の兵士?, Saikyō no heishi) - 292. L'uomo che rivaleggiava con l'assassino di 1.000 uomini (千人斬りと並ぶ者?, Sen'ningiri to narabu mono) - 293. L'essenza della tecnica (技の正体?, Waza no shōtai) - 294. Attiva l'abilità segreta (奥義発動?, Ōgi hatsudō) - 295. Inferno senza fine (終わりなき地獄?, Owari naki jigoku) - 296. La prova del destino (運命の証明?, Unmei no shōmei) - 297. L'ultima scommessa (最後の賭け?, Saigo no kake) - 298. La sfida finale (最後の挑戦?, Saigo no chōsen) - 299. Il momento del trionfo (勝機の瞬間?, Shōki no shunkan) |                        |
| 35 | 9 aprile 2025 | ISBN 978-4-06-539039-9 |
| 35 | Capitoli (traduzioni letterali dei titoli) - 300. La fine del destino (運命の最後?, Unmei no saigo) - 301. La maledizione della disperazione (絶望の呪い?, Zetsubō no noroi) - 302. L'inizio dell'inferno (地獄の始まり?, Jigoku no hajimari) - 303. Paura (恐怖心?, Kyōfushin) - 304. Un colpo disperato (窮地の一撃?, Kyūchi no ichigeki) - 305. L'apice di Hinomoto (日ノ本の頂点?, Hinomoto no chōten) - 306. La chiave per la vittoria (勝利の糸口?, Shōri no itoguchi) - 307. La strategia per la luna piena (完月の攻略法?, Kan tsuki no kōryaku-hō) - 308. Molti futuri (数多の未来?, Amata no mirai) |                        |

#### Capitoli non ancora in formatotankōbon
- 309. Passo successivo (次なる手?, Tsuginaru te)
- 310. Il confine della vita (命の境界線?, Inochi no kyōkai-sen)
- 311. Duello finale (最後の一騎討?, Saigo no ikkiuchi)
- 312. Una lezione di vita (人生のけじめ?, Jinsei no kejime)
- 313. Scontro finale (最終決着?, Saishū ketchaku)
- 314. La fine della luna piena (完月の最後?, Kan tsuki no saigo)
- 315. La riunione degli Shura (修羅たちの再会?, Shura-tachi no saikai)
- 316. Shura, per sempre (修羅よ、永遠に?, Shura yo, eien ni)

## Accoglienza
Francesca Guarracino di MangaForever recensì il primo volume del manga affermando che il tratto di Yosuke Nakamaru era piuttosto netto, con un segno spesso e ben marcato che tuttavia a volte risultava impreciso ed eccessivamente rigido nella raffigurazione delle anatomie e dei volti, a scapito dell'espressività dei personaggi. Nel complesso si percepiva in modo chiaro di essere di fronte ad un'artista esordiente dallo stile ancora in via di definizione, ma comunque in grado di affrontare le difficoltà di mettersi alla prova con un'opera d'azione e di ambientazione storica. Le pagine scorrevano senza problemi grazie a una costruzione ordinata che faceva volentieri a meno di vignette scontornate e irregolari. Il risultato era quello di una regia anomala per un manga shōnen, che soprattutto nelle sequenze d'azione puntava a valorizzare il dinamismo interno alla singola vignetta, quasi tralasciando quella della tavola nel suo complesso. L'atmosfera creata da questa narrativa dell'autore si rileva efficace e contribuiva a enfatizzare il peso che avevano i personaggi, evitando così che il contesto storico e la relativa opera di documentazione prendessero il sopravvento. Anche le scenografie e il design dei costumi erano ridotti all'osso, rivestendo una funzione di pura contestualizzazione dell'azione. Gamaran era un manga popolato da personaggi vari e ben strutturati, che grazie al ritmo incalzante delle vicende venivano presentati fin da subito nelle loro sfaccettature, senza limitarli ad essere stereotipati. Il lettore era così invogliato a proseguire nella lettura per cercare di comprendere meglio i protagonisti, anche quando questi non risultavano particolarmente originali. Rimaneva comunque evidente il debito che l'opera aveva nei confronti di altri successi dello stesso filone, come ad esempio Samurai Deeper Kyo. Comunque sia già nel primo volume si entrava nel vivo della storia senza inutili indugi, con una cornice di riferimento sufficientemente chiara che spiegava quando basta il contesto, non mancando però di lasciare in sospeso qualche necessaria anticipazione per i numeri successivi. In conclusione Guarracino affermò che Gamaran era una lettura piacevole che non si scopriva del tutto all'inizio, e che poteva anche riservare delle sorprese. Lo consigliò per lo più agli amanti dei manga di combattimento senza eccessive pretese che agli appassionati del genere storico.